# Carina Raich
Carina Stecher-Raich, avstrijska alpska smučarka, * 14. marec 1979, Arzl im Pitztal, Avstrija.
Nastopila je na Olimpijskih igrah 2002, kjer je odstopila v slalomu, in Svetovnem prvenstvu 2001, kjer je bila v isti disciplini deveta. V svetovnem pokalu je tekmovala pet sezon med letoma 2000 in 2005 ter dosegla eno uvrstitev na stopničke v slalomu. V skupnem seštevku svetovnega pokala je bila najvišje na 48. mestu leta 2002.
Njen brat Benjamin Raich in svakinja Marlies Schild sta nekdanja alpska smučarja, mož pa nordijski kombinatorec Mario Stecher.